# Phiala polita
Phiala polita är en fjärilsart som beskrevs av William Lucas Distant 1897. Phiala polita ingår i släktet Phiala och familjen Eupterotidae. Inga underarter finns listade i Catalogue of Life.